# Mariano Scarpa
Mariano Scarpa (Bolotana, 28 novembre 1933) è un politico italiano.

## Biografia
Fu candidato alle elezioni amministrative di Oristano del 1994, le prime a elezione diretta del sindaco, nella lista del Partito Democratico della Sinistra, risultando eletto al secondo turno con il 52,9% dei voti, contro lo sfidante Marco Pio Martinez di Forza Italia. In corsa per un secondo mandato alla tornata elettorale del 1998, venne sconfitto al ballottaggio dall'ex alleato di centro Piero Ortu, il quale trionfò con il 65% delle preferenze. Rimase in consiglio comunale fino al giugno 2002.